# Melchior Ndadaye
Melchior Ndadaye (ur. 28 marca 1953, zm. 21 października 1993) – burundyjski polityk.
Pochodził z plemienia Hutu. Był przywódcą opozycyjnego Frontu na Rzecz Demokracji w Burundi (FRODEBU). W pierwszych w historii Burundi demokratycznych wyborach prezydenckich, przeprowadzonych 1 czerwca 1993 roku, pokonał urzędującego prezydenta Pierre’a Buyoyę z grupy etnicznej Tutsi. Urząd głowy państwa objął 10 lipca 1993. Został zamordowany przez zbuntowanych żołnierzy Tutsi 21 października 1993 podczas próby wojskowego zamachu stanu.
Po jego śmierci w kraju wybuchła krwawa wojna domowa, która pochłonęła ponad 300 tys. ofiar.